# Cyrtopogon luteicornis
Cyrtopogon luteicornis là một loài ruồi trong họ Asilidae. Cyrtopogon luteicornis được Zetterstadt miêu tả năm 1842.